# 费菜
费菜（学名：Sedum aizoon）为景天科景天属的植物。分布于朝鲜、俄罗斯、日本、蒙古以及中国大陆的青海、吉林、江苏、山东、浙江、四川、湖北、宁夏、内蒙古、辽宁、山西、安徽、河南、甘肃、黑龙江、河北、陕西、江西等地，生长于海拔50米至3,500米的地区，目前尚未由人工引种栽培。

## 别名
土三七（通称）；四季还阳（湖北）；景天三七（江苏南部种子植物手册）；六月淋、收丹皮、石菜兰、九莲花（秦岭植物志）；长生景天（经济植物手册）；乳毛土三七、多花景天三七（东北植物检索表）；还阳草、金不换、豆包还阳、豆瓣还阳、田三七、六月还阳（湖北植物志）

## 异名
- Sedum aizoon L. f. angustifolium (Franch.) Y. S. Cha
- Sedum aizoon L. var. angustifolium Franch.
- Sedum aizoon L. var. latifolium Maxim.
- Sedum aizoon L. var. scabrum Maxim.
- Sedum floriferum Praeg.
- Sedum hsinganicum Y. C. Chu

## 外部連結
- 費菜 Feicai （页面存档备份，存于） 藥用植物圖像資料庫 (香港浸會大學中醫藥學院) （繁體中文）（英文）
- 费菜[]
- 图片 （页面存档备份，存于）